# Vincetoxicum liebianum
Vincetoxicum liebianum là một loài thực vật có hoa trong họ La bố ma. Loài này được (F. Muell.) Liede miêu tả khoa học đầu tiên năm 1996.